# ディレクトリ・サービス
ディレクトリ・サービス (directory service) またはネーム・サービス (name service)とは、コンピュータネットワーク上のリソース（資源）とその所在や属性、設定などの情報を収集・記録し、検索できるようにしたサービスである。ディレクトリ・サービスを利用することにより、シングルサインオンが実現できるため、ユーザ数が多い企業や官公庁の内部ネットワークで一般的に利用されている。

## 概要
ディレクトリ・サービスは、ネットワークの名前空間を定義する。名前空間は、ネットワーク上に配置された各オブジェクト（リソース、資源）に対して、名前（i.e. 一意に特定可能な識別子）を割り当てるために使用される 。典型的には、資源の命名規則（i.e. どのような名前や ID を付与するか決定する規則）をディレクトリが保有しており、付与された名前には一意性や明確性などの要請がなされることが一般的である。
ディレクトリ・サービスを利用すれば、ユーザはネットワーク・リソースの物理的なアドレスを記憶する必要がない。これは、名前をディレクトリ・サービスに入力すれば、リソースを検索することが出来るためである。リソースについての情報には、ユーザのアイデンティティ情報も含まれる。アクセスコントロールの機能を提供するディレクトリ・サービスも存在し、この場合、承認されたユーザに限ってディレクトリ情報へのアクセス許可が与えられる。
対象のネットワークという観点では、資源についての情報を一元管理する必要性がより求められる、比較的規模の大きいネットワークで利用することが多い。

代表的なディレクトリ・サービスには、オープンソースのOpenLDAP、サン・マイクロシステムズにより開発されたNIS、NetIQのNDS、AppleのmacOS Serverに標準搭載されているOpen Directory、マイクロソフトのWindows 2000以降のサーバ製品に標準搭載されているActive Directoryなどがある。
また、インターネットでホスト名とIPアドレスとを結び付けているDNSなども、一種のディレクトリ・サービスである。

ディレクトリ・サービスにアクセスするための通信プロトコルとしては、LDAPが普及している。